# Bierutów
Bierutów [bʲɛˈrutuf] (deutsch Bernstadt an der Weide, auch Bernstadt in Schlesien) ist eine Stadt in der Woiwodschaft Niederschlesien in Polen. Sie liegt am linken Ufer der Widawa (Weide) und ist zugleich Sitz der Stadt- und Landgemeinde Bierutów.

## Geographie
Bierutów liegt im Osten der Region Niederschlesien, 15 Kilometer südöstlich von Oleśnica (Oels) und 55 Kilometer östlich von Breslau in der Schlesischen Tiefebene. Östlich der Stadt verläuft die Grenze zur Woiwodschaft Opole.
Nachbarorte von Bierutów sind im Nordwesten Solniki Małe (Klein Zöllnig), im Osten Bukowie (Buchwald), im Süden Karwiniec (Langenhof) und im Westen Kijowice (Vogelgesang).

## Geschichte

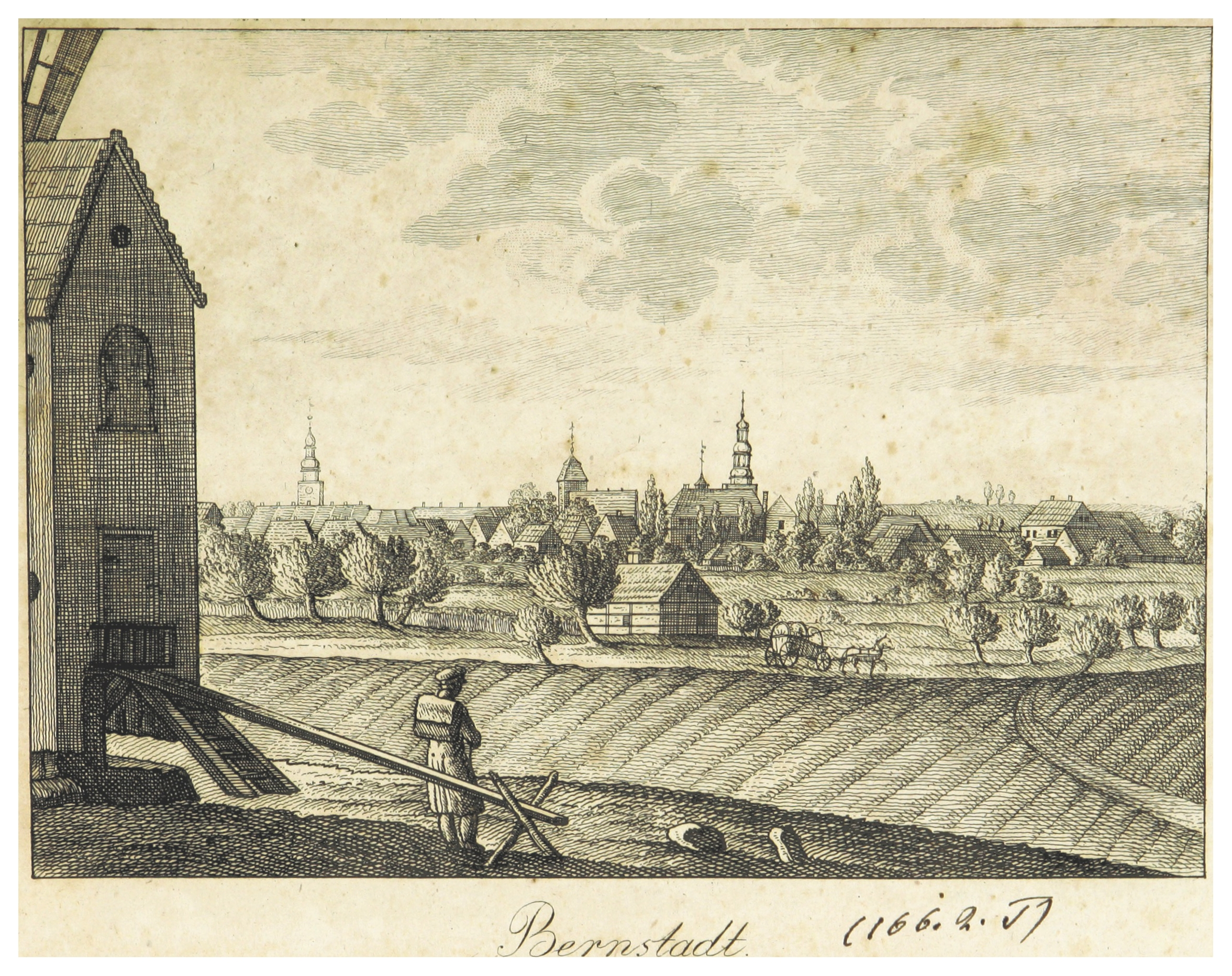
Bernstadt um etwa 1815

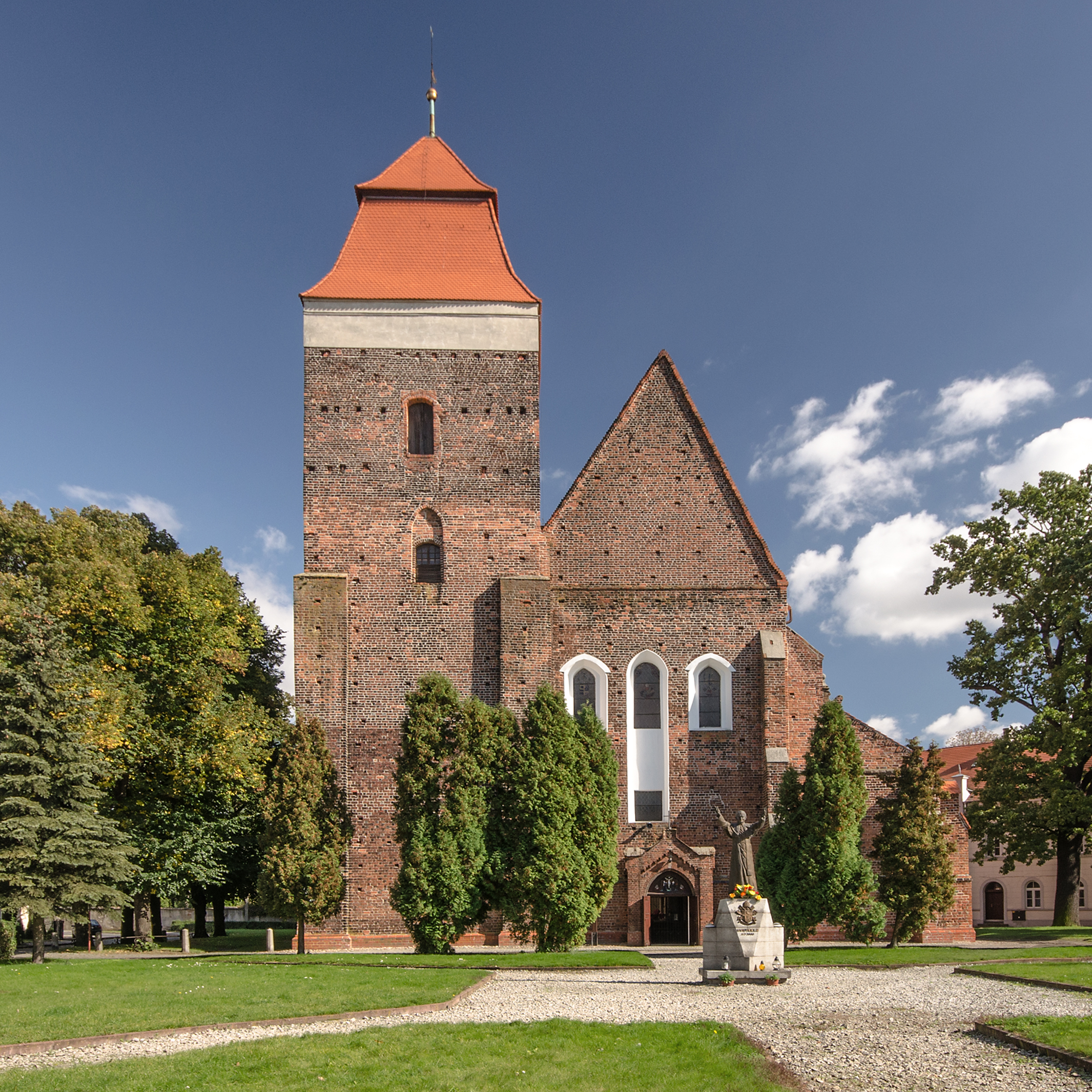
Kirche St. Katharina

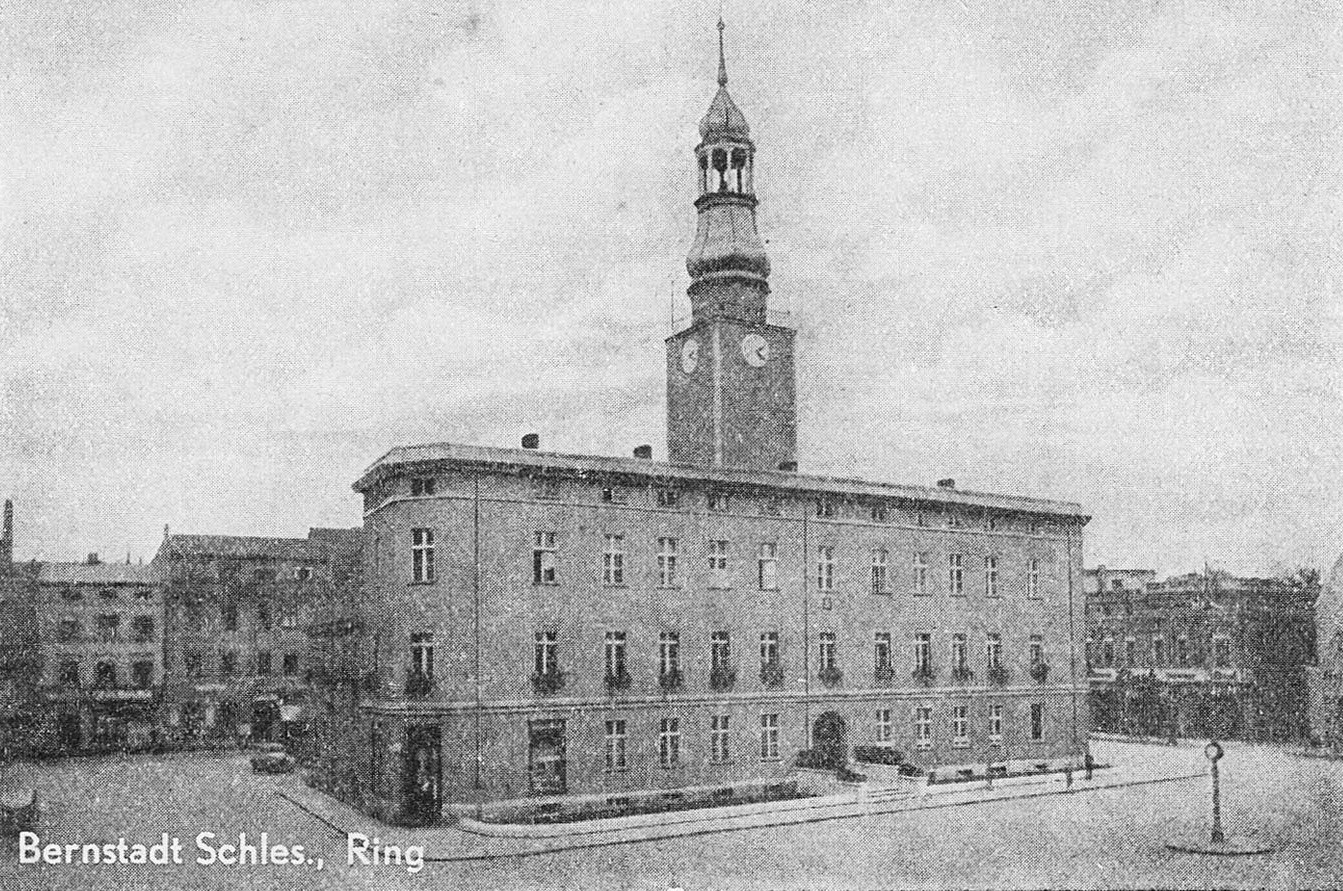
Rathaus am Ring um 1920

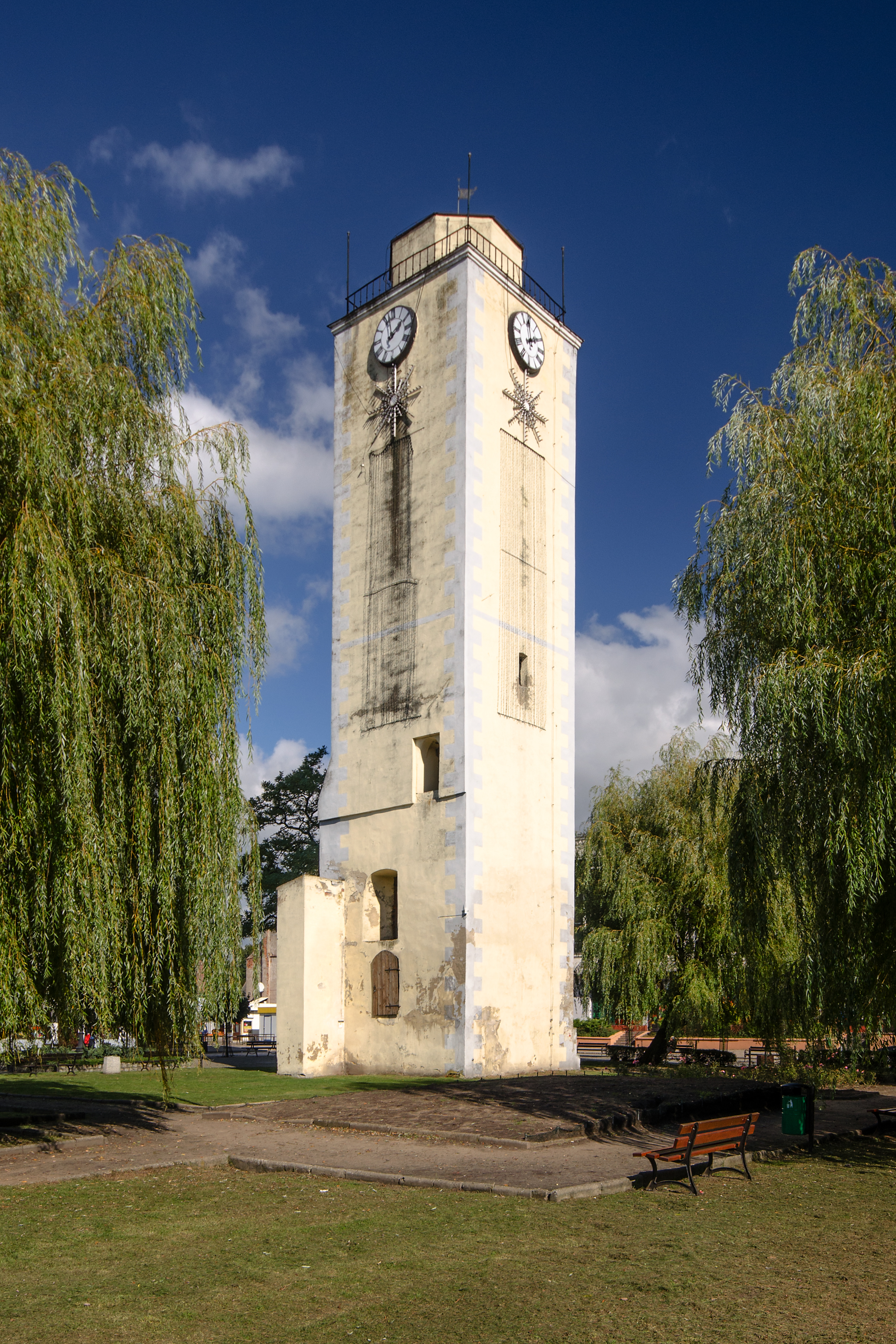
Der Rathausturm als letztes Fragment des 1945 zerstörten Rathauses

Das Gebiet von Bernstadt gehörte zunächst zum Herzogtum Glogau und gelangte bei dessen Teilung 1312 an das Herzogtum Oels, das seit 1329 ein Lehen der Krone Böhmen war.
Die erste urkundliche Erwähnung der Stadt stammt aus dem Jahre 1266. Als Lokator wird darin der Vogt Wilhelm von Reichenbach genannt. Zuvor hatte der Breslauer Herzog Heinrich III. an dieser Stelle, wo der bedeutsame Handelsweg von Breslau über Kreuzburg nach Krakau die Weide überschritt und sich zuvor das slawische Dorf „Ligniza“ befand, die Stadt „Fürstenwald“ nach Neumarkter Recht gegründet. „Fürstenwald“ erhielt 1266 das Meilenrecht. Zum Weichbild Fürstenwald gehörten 20 umliegende Dörfer. Der Name Fürstenwald wurde schon 1269 in „civitas Beroldi“ geändert und daraus entwickelte sich schließlich über die Namensformen Beroldestat (1288) und Pernstatt (1495) die Bezeichnung Bernstadt, die zur Unterscheidung von gleichnamigen Orten den Zusatz an der Weide erhielt. Der polnische Name ist eine Abwandlung des deutschen. 1412/13 wurde das Gebiet von Bernstadt aus dem Herzogtum Oels ausgegliedert, das als Herzogtum Bernstadt Residenz mehrerer Herzöge war.
Bernstadt erhielt ein regelmäßiges Stadtbild, dessen Mitte ein quadratischer Ring bildete. Nach Breslau, Namslau und Brieg führten drei mit Stadttoren versehene Straßen aus der Stadt. Um 1323 entstand im östlichen Stadtgebiet eine Burg der Herzöge von Oels, deren Gründung Konrad I. zugeschrieben wird. 1337 wurden die gotischen Backsteinkirche und das Rathauses errichtet. 1430 plünderten die Hussiten Bernstadt.
Nach dem Erlöschen der Herzöge von Oels wurde Bernstadt ab 1492 Teil des Herzogtums Münsterberg. Zwischen 1511 und 1515 erhielt die Stadt Breslau Bernstadt als Pfand wegen offenen Forderung an die Münsterberger Herzöge. Nach dem Tode des Herzogs Karl I. 1536 regierten dessen Söhne Joachim, Heinrich II. Johann und Georg II. bis 1542 zunächst gemeinsam. Anschließend erhielt Heinrich II. Bernstadt, das er zu seiner Residenz wählte. Er ließ 1543 die Burg zu einem Schloss umbauen und erweitern. Während seiner Herrschaft, die bis zu seinem Tod 1548 andauerte, erfolgte die Einführung der Reformation und die Errichtung einer Fürstenschule. Zu dieser Zeit war Bernstadt eine wirtschaftlich blühende Stadt, die neben Handwerkern und Händlern vor allem durch die Zunft der Tuchmacher geprägt war.
Heinrichs gleichnamiger Sohn Heinrich III. verkaufte Bernstadt 1574 an das Adelsgeschlecht Schindel, wodurch das Herzogtum erlosch. 1603 zerstörte ein Stadtbrand, den nur sechs Häuser überstanden, Bernstadt völlig. Heinrichs Bruder Karl II. erwarb die zerstörte Stadt 1604 von den Schindels zurück und errichtete das Herzogtum wieder. Während des Dreißigjährigen Krieges war die Stadt mehrmals von Kaiserlichen, sächsischen und schwedischen Truppen besetzt. 1659 brannte Bernstadt erneut nieder. Der Wiederaufbau zog sich hin, und erst 1680 entstanden das Rathaus und die Katharinenkirche wieder.
Nach dem Ersten Schlesischen Krieg 1742 fiel Bernstadt mit dem größten Teil Schlesiens an Preußen. Nach dem Tod des Herzogs Karl von Württemberg-Bernstadt wurde 1745 das Schloss als Residenz aufgegeben und dem Verfall preisgegeben. Auch die Stadt, in der 140 Häuser das Braurecht besaßen, verlor dadurch an Bedeutung. 1787 hatte Bernstadt 1963 Einwohner. Mit den Stein-Hardenbergischen Reformen wurde Bernstadt 1815 dem Landkreis Oels im Regierungsbezirk Breslau der Provinz Schlesien zugeordnet.
Im Laufe des 19. Jahrhunderts wurden Vorstädte angelegt und durch den nachfolgenden Straßenbau die Stadttore für den durch Bernstadt führenden Verkehr in den Jahren 1827 und 1887 abgetragen. 1868 wurde die Eisenbahnverbindung von Breslau über Oels nach Kreuzburg in Betrieb genommen, an der Bernstadt einen Bahnhof erhielt. Trotz der Bahnverbindung siedelte sich nur wenig Industrie in Bernstadt an. Die 1883 errichtete Zuckerfabrik war das größte Unternehmen der Stadt.
Nachdem Bernstadt als Teil des früheren Herzogtums Oels zum Thronlehen der Kronprinzen von Preußen bestimmt worden war, wurde das Schloss wieder aufgebaut. Am Anfang des 20. Jahrhunderts hatte Bernstadt zwei evangelische Kirchen, eine katholische Kirche, eine Synagoge, ein Schloss, ein Amtsgericht und ein Forstamt.
Während der Niederschlesischen Operation der Roten Armee wurde Bernstadt im Januar 1945 zur Hälfte zerstört. Als Folge des Zweiten Weltkrieges fiel Bernstadt 1945 mit dem größten Teil Schlesiens an Polen und wurde in Bierutów umbenannt. Die deutschen Bewohner wurden, soweit sie nicht vorher geflohen waren, vertrieben. Die neu angesiedelten Bewohner waren teilweise Zwangsumgesiedelte aus Ostpolen, das an die Sowjetunion gefallen war.

## Bevölkerungsentwicklung
| Jahr | Einwohner | Anmerkungen                                                          |
| ---- | --------- | -------------------------------------------------------------------- |
| 1840 | 3592      | davon 280 Katholiken und 126 Juden                                   |
| 1875 | 3850      | [ 5 ]                                                                |
| 1880 | 4150      | [ 5 ]                                                                |
| 1890 | 4426      | davon 3606 Evangelische, 607 Katholiken und 209 Juden                |
| 1900 | 4298      | mit der Garnison (eine Schwadron Dragoner Nr. 8), meist Evangelische |
| 1933 | 4518      | [ 5 ]                                                                |
| 1939 | 4868      | [ 5 ]                                                                |

## Sehenswürdigkeiten

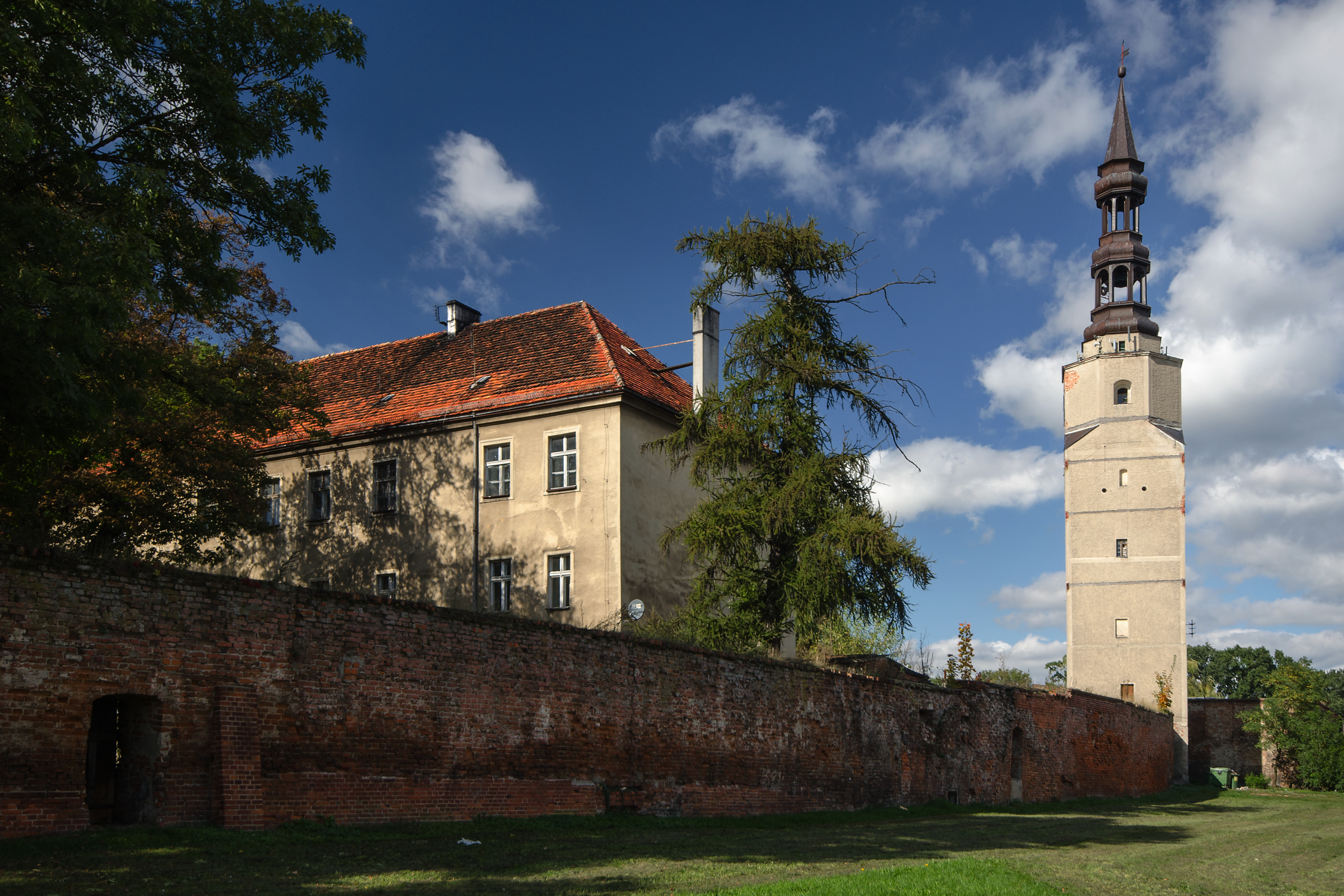
Reste des Residenzschlosses

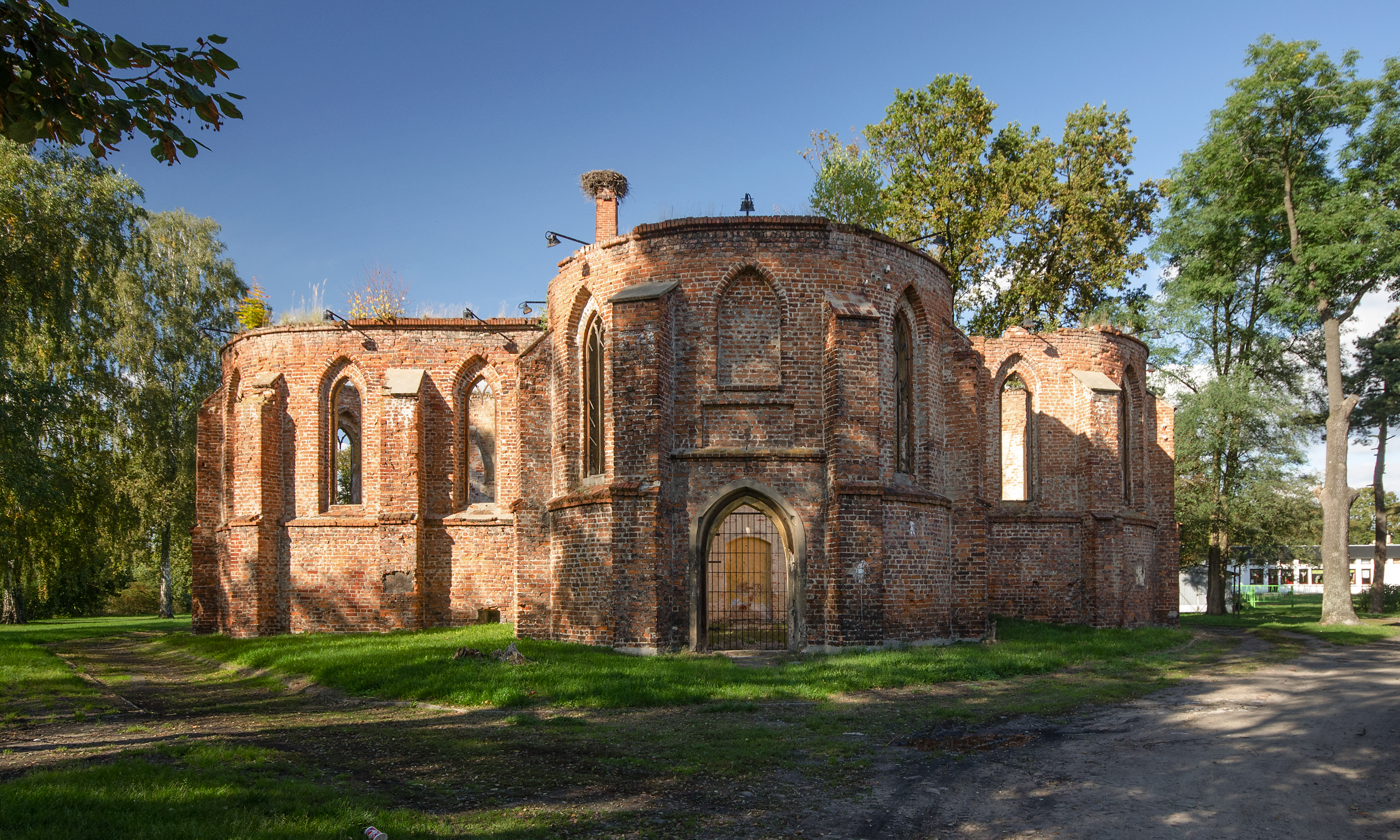
Friedhofskirche St. Trinitatis

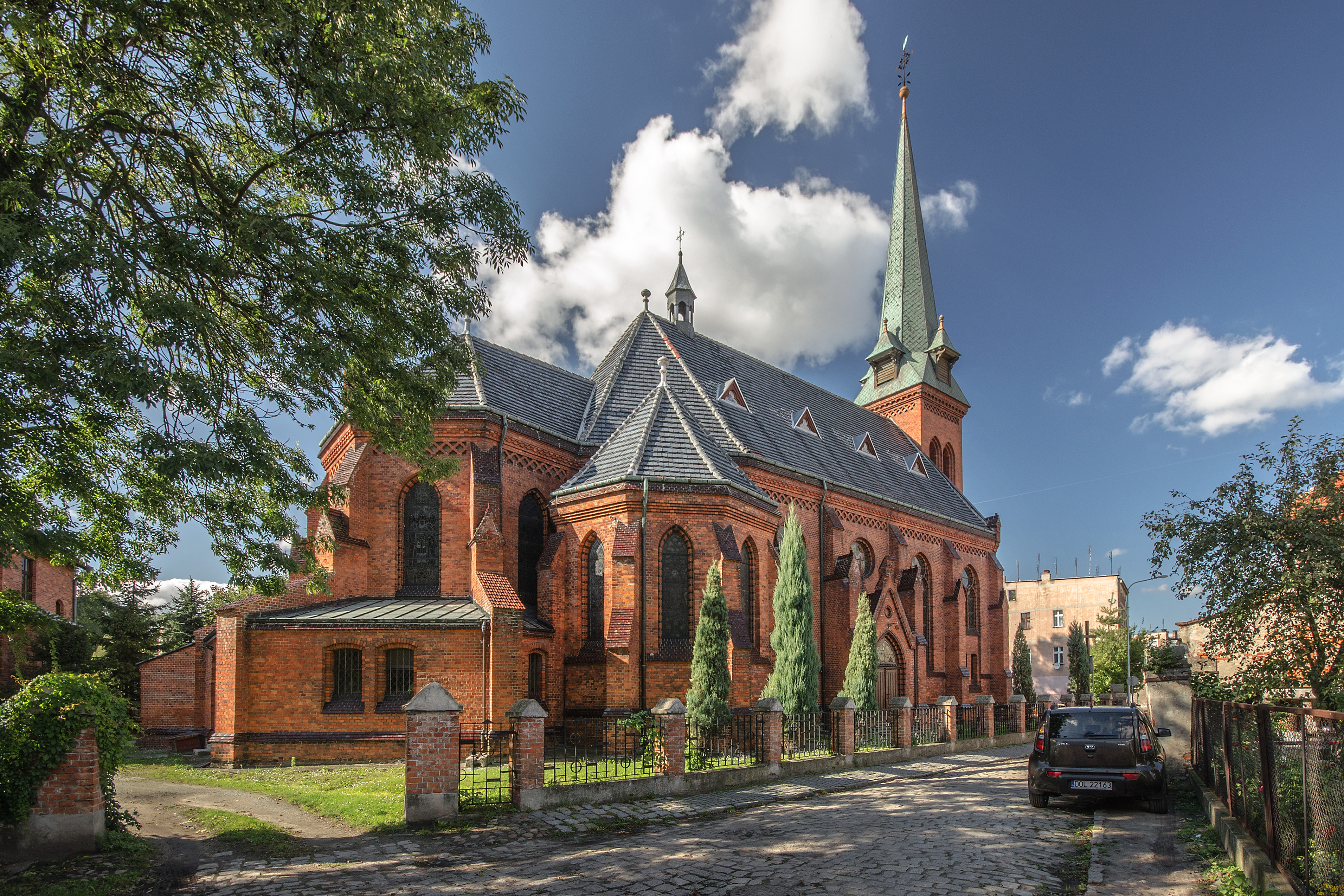
Katholische Pfarrkirche St. Joseph

- Das ehemalige Schloss Bernstadt ist nur noch in Teilen erhalten, darunter der Renaissanceturm und das barocke Portal der Schlossmauer.
- Die römisch-katholische Filialkirche St. Katharina (Kościół św. Katarzyny Aleksandryjskiej) wurde in der ersten Hälfte des 13. Jahrhunderts errichtet; im 17. Jahrhundert durch zwei Brände zerstört und 1661 bis 1686 wieder aufgebaut. Der Hauptaltar wurde 1661 vom Oelser Herzog Silvius I. Nimrod gestiftet; aus dem gleichen Jahr stammt die Kanzel. Das Gestühl ist um 1680 entstanden.[6] Das Gotteshaus diente seit der Reformation bis 1945 als evangelisches Schloss- und Pfarrkirche. Nach dem Übergang an Polen 1945 wurde es teilweise abgetragen und in den 1960er Jahren restauriert.
- Die katholische Pfarrkirche St. Joseph (Kościół św. Józefa Oblubieńca) wurde 1891–1893 nach Entwurf des Breslauer Diözesanbaumeisters Joseph Ebers errichtet. Neben der Kirche steht das neogotische Pfarrhaus aus der gleichen Zeit.[6]
- Ruine der evangelischen Friedhofskirche St. Trinitatis (Kościół Świętej Trójcy). Das Gebäude wurde 1622–1630 erbaut und brannte 1945 nieder.
- Der Rathausturm ist der 2004 restaurierte Turm des zerstörten Rathauses. Er wurde in der ersten Hälfte des 15. Jahrhunderts errichtet und nach einer Beschädigung 1945 umgestaltet. Er steht als einziger Rest des Rings im Ortsmittelpunkt. Der Turm erhielt eine ferngesteuerte Uhr mit einem um 12 Uhr ablaufenden Musikstück.
- Das historische Stadtzentrum wurde zum Nationalen Kulturerbes erklärt.
- Ehemalige Synagoge, erbaut 1809.
- Empfangsgebäude des Bahnhofs
- Reste der mittelalterlichen Stadtmauer
- Historische Mühle aus Backstein
- Denkmal zum 700. Jahrestag der Stadt Bierutów
- Denkmal für Papst Johannes Paul II.

## Städtepartnerschaften
Bierutów unterhält seit dem 10. Mai 1997 eine Partnerschaft mit Bernstadt auf dem Eigen in der Oberlausitz.

## Persönlichkeiten

### Söhne und Töchter der Stadt
- Andreas Acoluthus (1654–1704), Orientalist und Sprachforscher
- David Behme (1605–1657), evangelischer Pfarrer und Kirchenlieddichter
- Ulrich Nimptsch (1672–1726), Arzt
- Luise Elisabeth von Württemberg-Oels (1673–1736), durch Heirat Herzogin von Sachsen-Merseburg
- Mendel Jochem (Menachem ben Chajim) Pringsheim (1725–1794), Pächter des Schloßbrau-Urbars, Vorfahre der deutsch-jüdischen Familie Pringsheim
- Adam Leopold von Gruttschreiber (1735–1789), preußischer Oberst
- Ludwig Oelsner (1831–1910), deutscher Historiker, Bibliothekar und Gymnasialprofessor
- Mortimer von Buddenbrock-Hettersdorff (1844–1914), preußischer Generalleutnant geboren in Wabnitz
- Hugo Friedländer (1847–1918), Journalist und Gerichtsreporter
- Maximilian von Prittwitz und Gaffron (1848–1917), preußischer Generaloberst
- Josef Block (1863–1943), Maler
- Horace Meyer Kallen (1882–1974), amerikanischer Philosoph
- Ludwig Meidner (1884–1966), Maler des Expressionismus, Grafiker und Dichter
- Viktor von Randow (1856–1939), preußischer Generalleutnant, geboren in Stronn
- Werner Snay (1892–?), preußischer Landrat
- Elsa Gärtner (* 1914), deutsche Politikerin (SED)
- Margot Bitzer (* 1936), deutsche Kupferstecherin, Stahlstecherin und Aquarellistin
- Manfred Pietsch (1936–2015), Maler und Grafiker
- Benjamin Schwarz (* 1937), Übersetzer
- Paul-Rüdiger Schmidt (* 1942), evangelischer Pastor
- Jan Polkowski (* 1953), Lyriker und Redakteur

### Personen, die vor Ort gewirkt haben
- Matthäus Apelles von Löwenstern (1594–1648), Dichter und Komponist, seit 1625 als herzöglicher Rentmeister, Chormusikdirektor und Gymnasialvorsteher.

### Bürgermeister seit 1990
| Name                        | Jahre     |
| --------------------------- | --------- |
| Bogdan Smolarczyk           | 1990–1992 |
| Andrzej Wojtkowiak          | 1992–1997 |
| Edward Puk                  | 1997–1998 |
| Włodzimierz Kubiak          | 1998–2002 |
| Roman Kazimierski           | 2002–2004 |
| Grzegorz Michalak           | 2004–2006 |
| Władysław Bogusław Kobiałka | 2006–2018 |
| Piotr Sawicki               | seit 2018 |

## Gmina
Zur Stadt-und-Land-Gemeinde (gmina miejsko-wiejska) Bierutów gehören die Stadt selbst und 16 Dörfer mit Schulzenämtern.